# Robert Woodrow Wilson
Pour les articles homonymes, voir Robert Wilson et Wilson.
Robert Woodrow Wilson, né le 10 janvier 1936 à Houston (Texas) est un physicien américain. Lui et Arno Allan Penzias sont colauréats d'une moitié du prix Nobel de physique de 1978 (l'autre moitié a été remise à Piotr Kapitsa) « pour leur découverte du fond diffus cosmologique ».

## Apport scientifique
Leur découverte en 1964 du rayonnement thermique cosmologique fut accidentelle : en travaillant sur un nouveau type d’antenne aux Laboratoires Bell, à Holmdel, ils détectèrent une source de bruit dans l’atmosphère qu’ils ne purent expliquer. Après avoir même nettoyé les déjections des pigeons, ce bruit s’avéra un rayonnement micro-ondes cosmologique (uniforme dans toutes les directions), la partie du spectre détectée permettant de l’identifier comme le rayonnement thermique d’un corps noir à environ 3 K au-dessus du zéro absolu. 
À l'époque de cette découverte, certains cosmologistes (notamment Fred Hoyle) soutenaient une théorie de l'état stationnaire qui s'opposait à celle du Big Bang, mais ils ont dû reconnaître que la découverte de Wilson et Penzias constituait un argument décisif en faveur de la théorie du Big Bang.